# Peter Sloterdijk
Peter Sloterdijk [ˈpeːtɐ ˈsloːtɐˌdaɪk]                (Karlsruhe, Alemanya, 26 de juny de 1947) és un filòsof alemany.

## Biografia
Fill de mare alemanya i pare holandès. Va estudiar Germanística, Història i Filosofia a les universitats de Múnic i Hamburg, on es va doctorar l'any 1976. L'any 1992 va accedir a la càtedra de Filosofia i Estètica de la Staatliche Hochschule für Gestaltung de Karlsruhe. També ha exercit com a professor a universitats de París, Viena, Zúric i Nova York. En la seva formació destaca l'impacte que li va provocar el contacte amb la filosofia de tradició hindú del mestre Rajneesh (més endavant anomenat Osho) en el centre de meditació de Poona, així com la influència de l'actitud vital de Hannah Arendt.

### Influències
Molt influenciat per la filosofia de Nietzsche i dels seus intèrprets francesos (Gilles Deleuze i Michel Foucault principalment), així com per Martin Heidegger, Theodor Adorno i Diògenes el cínic i altres autors com Dieter Claessens, Hermann Broch, Ernst Bloch, Erich Fromm, Arnold Gehlen, Jacob von Uexhüll, Jacques Lacan, Jacob Taubes Gabriel Tarde, Thomas Macho, Gaston Bachelard, etc.. Es va donar a conèixer amb l'obra Crítica de la raó cínica (1983), que va concebre com una «filosofia de la contestació», i des de llavors s'ha centrat en la crítica de les diferents formes d'humanisme encara existents en els àmbits de la psicologia, l'antropologia i la política.

### Regles per al parc humà
Va ser famosa la disputa suscitada l'any 1999 arran de la lectura del seu assaig Regles per al parc humà, que van provocar l'airada crítica de Habermas i que, de manera indirecta, van donar molta publicitat a aquesta obra i van convertir Sloterdijk en un autor mediàtic. En aquest assaig (que du com a subtítol Una carta de resposta a la "carta sobre l'humanisme" de Heidegger), Sloterdijk critica l'humanisme, fins i tot en la resposta que va escriure Heidegger (a qui acusa de "pietisme tecnofòbic" per la manera que té d'enfrontar-se a la tècnica) contra l'humanisme de Sartre, i centra en l'"antropotècnica", és a dir, en les noves perspectives de l'enginyeria genètica, la possibilitat de controlar la tendència a la barbàrie present en la contemporaneïtat. Aquests reflexions sobre les noves tècniques genètiques són les que van causar el gran malestar per part d'Habermas i la subsegüent polèmica, en la qual, de manera completament injustificada, alguns hi veien el perill de què Sloterdijk hauria acabat defensant tesis filonazis afirmant que la biotecnologia podria fer possible l'antic projecte nietzscheà del superhome.

### Esferes
En la seva obra Esferes intenta elaborar (superant l'anàlisi existencial heideggerià) una visió general de la història humana i de la condició moderna a partir d'una nova teoria de l'espai interior i de l'animalitat humana: l'"esfera", la "bombolla" i el "globus" són els contenidors a través dels quals l'home pensa i sent el món, a la recerca d'una protecció dels perills externs (de manera semblant a com la caverna era el refugi dels homes primitius), i que remet a l'úter matern. Aquesta obra -que pretén ser una "ontoantropologia"- és concebuda com una trilogia: el primer volum (Bombolles, 1998) il·lustra la teoria de la intimitat, contraposant al concepte d'individu el concepte de "díada"; el segon volum (Globus, 1999) explora l'edat de la metafísica des del punt de vista de la filosofia europea clàssica (Hegel en particular); el tercer (Escuma, 2004) que vol ser un estudi d'"esferologia pluralista", descriu un món ja no interpretable a partir de la intimitat.
Sloterdijk concep la postmodernitat com la posició que combat el totalitarisme de la metafísica clàssica occidental, la història de la qual cal entendre com un procés de globalització.

### Globalització
Segons Sloterdijk, al concepte actual de globalització li falta perspectiva històrica. En la seva opinió, és senzillament la tercera onada en un procés humà d'escurçar distàncies. La primera onada seria la protagonitzada pels grecs amb la seva globalització metafísica de la cosmologia. La segona onada seria la globalització nàutica del segle xv, que segons Sloterdijk va crear el cosmopolitisme; mentre que la tercera onada, l'actual, està generant un regionalisme global.

## Obres traduïdes al català
- Temperaments filosòfics. De Plató a Foucault (traduït per Raül Garrigasait, Edicions de la l·l, 2011);
- Estrès i llibertat (traduït per Raül Garrigasait, Arcàdia Edicions, 2016).
- El penediment de Prometeu (traduït per Coral Romà, Arcàdia Edicions, 2023).
- Pensar el gris (traduït per Amadeu Viana, Arcàdia Edicions, 2024).

## Obres per ordre cronològic
- Literatur und Organisation von Lebenserfahrung. Autobiographien der Zwanziger Jahre. Hanser, München 1978, ISBN 3-446-12627-9.
- Kritik der zynischen Vernunft. Zwei Bände. Suhrkamp, Frankfurt am Main 1983 ( edition suhrkamp (es), Band 1099), ISBN 3-518-11099-3.
- Der Zauberbaum. Die Entstehung der Psychoanalyse im Jahr 1785. Ein epischer Versuch zur Philosophie der Psychologie. Suhrkamp, Frankfurt am Main 1985, ISBN 3-518-37945-3.
- Der Denker auf der Bühne. Nietzsches Materialismus. Suhrkamp, Frankfurt am Main 1986 (es 1353), ISBN 3-518-11353-4.
- Kopernikanische Mobilmachung und ptolemäische Abrüstung. Ästhetischer Versuch. Suhrkamp, Frankfurt am Main 1987 (es 1375), ISBN 3-518-11375-5.
- Peter Sloterdijks Kritik der zynischen Vernunft. Suhrkamp, Frankfurt am Main 1987 (es 1297), ISBN 3-518-11297-X.
- Zur Welt kommen – zur Sprache kommen. Frankfurter Poetik-Vorlesungen. Suhrkamp, Frankfurt am Main 1988 (es 1505), ISBN 3-518-11505-7.
- Eurotaoismus. Zur Kritik der politischen Kinetik. Suhrkamp, Frankfurt am Main 1989 (es 1450), ISBN 3-518-11450-6.
- Versprechen auf Deutsch. Rede über das eigene Land. Suhrkamp, Frankfurt am Main 1990 (es 1631), ISBN 3-518-11631-2.
- Weltsucht. Anmerkungen zum Drogenproblem. Vortrag im Rahmen der 40. Lindauer Psychotherapiewochen 1990, In: P. Buchheim, M Cierpka, Th. Seifert (Hrsg.): Psychotherapie im Wandel. Abhängigkeit. (Lindauer Texte. Texte zur psychotherapeutischen Fort- und Weiterbildung.) Springer-Verlag, Berlin et al. 1991, ISBN 3-540-53858-5, S. 145–163 (PDF; 655 kB).
- Im selben Boot. Versuch über die Hyperpolitik. Suhrkamp, Frankfurt am Main 1993, ISBN 3-518-38947-5.
- mit Carlos Oliveira: Selbstversuch. Hanser, München 1993, ISBN 3-446-18769-3.
- Weltfremdheit. Suhrkamp, Frankfurt am Main 1993 (es 1781), ISBN 3-518-11781-5.
- Medienzeit. Drei gegenwartsdiagnostische Versuche. Schriftenreihe der Staatlichen Hochschule für Gestaltung Karlsruhe, Band 1, hrsg. v. Heinrich Klotz, Cantz, Stuttgart 1993, ISBN 3-89322-586-2.
- Falls Europa erwacht. Gedanken zum Programm einer Weltmacht am Ende des Zeitalters ihrer politischen Absence. Suhrkamp, Frankfurt am Main 1994, ISBN 3-518-39902-0.
- Chancen im Ungeheuren. Notiz zum Gestaltwandel des Religiösen in der modernen Welt im Anschluss an einige Motive bei William James. Vorwort zu: William James: Die Vielfalt religiöser Erfahrung. Insel, Frankfurt am Main und Leipzig 1997 (zugleich it 1784), ISBN 3-458-33484-X.
- Der starke Grund zusammen zu sein. Erinnerung an die Erfindung des Volkes. Suhrkamp, Frankfurt am Main 1998, ISBN 3-518-06527-0.
- Sphären I – Blasen, Mikrosphärologie. Suhrkamp, Frankfurt am Main 1998, ISBN 3-518-41022-9.
- Regeln für den Menschenpark. Ein Antwortschreiben zu Heideggers Brief über den Humanismus. Suhrkamp, Frankfurt am Main 1999 (es), ISBN 3-518-06582-3.
- Sphären II – Globen, Makrosphärologie. Suhrkamp, Frankfurt am Main 1999, ISBN 3-518-41054-7.
- Die Verachtung der Massen. Versuch über Kulturkämpfe in der modernen Gesellschaft. Suhrkamp, Frankfurt am Main 2000 (es), ISBN 3-518-06597-1.
- Über die Verbesserung der guten Nachricht. Nietzsches fünftes, Evangelium‘. Suhrkamp, Frankfurt am Main 2000 (es), ISBN 3-518-06615-3.
- mit Hans-Jürgen Heinrichs: Die Sonne und der Tod. Dialogische Untersuchungen. Suhrkamp, Frankfurt am Main 2001, ISBN 3-518-45787-X.
- Das Menschentreibhaus. Stichworte zur historischen und prophetischen Anthropologie. Vier große Vorlesungen. VDG, Weimar 2001, ISBN 3-89739-208-9.
- Tau von den Bermudas. Versuch über das Verlangen nach Neuzeit. Suhrkamp, Frankfurt am Main 2001, ISBN 3-518-06632-3.
- Nicht gerettet. Versuche nach Heidegger. Suhrkamp, Frankfurt am Main 2001, ISBN 3-518-41279-5.
- Luftbeben. An den Wurzeln des Terrors. Suhrkamp, Frankfurt am Main 2002 (es), ISBN 3-518-12286-X.
- Sphären III – Schäume, Plurale Sphärologie. Suhrkamp, Frankfurt am Main 2004, ISBN 3-518-41466-6.
- Im Weltinnenraum des Kapitals. Zu einer philosophischen Geschichte der terrestrischen Globalisierung. Suhrkamp, Frankfurt am Main 2005, ISBN 3-518-45814-0.
- Zorn und Zeit. Politisch-psychologischer Versuch. Suhrkamp, Frankfurt am Main 2006, ISBN 3-518-41840-8.
- mit Alain Finkielkraut: Was zählt, kehrt wieder. Zeitdiagnostische Gespräche. Suhrkamp, Frankfurt am Main 2007, ISBN 978-3-518-12399-7.
- Der ästhetische Imperativ. Schriften zur Kunst. Hrsg. v. Peter Weibel, Philo, Hamburg 2007, ISBN 978-3-86572-629-2.
- Derrida, ein Ägypter. Über das Problem der jüdischen Pyramide. Suhrkamp, Frankfurt 2007 (es), ISBN 978-3-518-12502-1.
- Gottes Eifer. Vom Kampf der drei Monotheismen. Verlag der Weltreligionen im Insel Verlag, 2007, ISBN 978-3-458-71004-2.
- Der Anwalt des Teufels. In: Jérôme Bindé (Hrsg.): Die Zukunft der Werte. Suhrkamp, Frankfurt am Main 2007 (es), ISBN 978-3-518-12516-8.
- Theorie der Nachkriegszeiten: Bemerkungen zu den deutsch-französischen Beziehungen seit 1945. Suhrkamp Verlag, 2008.
- Du mußt dein Leben ändern. Über Anthropotechnik. Suhrkamp, Frankfurt am Main 2009, ISBN 978-3-518-41995-3.
- Philosophische Temperamente. Von Platon bis Foucault. Diederichs, München 2009, ISBN 978-3-424-35016-6.
- Scheintod im Denken. Von Philosophie und Wissenschaft als Übung (Unseld Lecture, Tübingen 2007). Suhrkamp, Berlin 2010, ISBN 978-3-518-26028-9.
- Die Revolution der gebenden Hand. In: Frank Schirrmacher, Thomas Strobl (Hrsg.): Die Zukunft des Kapitalismus. Suhrkamp, Frankfurt am Main 2010 (es), ISBN 978-3-518-12603-5.
- Die nehmende Hand und die gebende Seite. Beiträge zu einer Debatte über die demokratische Neubegründung von Steuern. Suhrkamp, Berlin 2010 (es), ISBN 978-3-518-06141-1.
- Streß und Freiheit. Suhrkamp (Sonderdruck, Text der fünften Berliner Rede zur Freiheit), Berlin 2011 (es), ISBN 978-3-518-06207-4.
- Babylon, Libretto zu einer Oper in sieben Szenen, Musik von Jörg Widmann (UA an der Bayerischen Staatsoper München, 27. Oktober 2012)[3]
- Von der Domestikation des Menschen zur Zivilisierung der Kulturen. Zur Beantwortung der Frage, ob die Menschheit zur Selbstzähmung fähig ist. In: B.-Christoph Streckhardt (Hrsg.): Die Neugier des Glücklichen. Eine Festschrift für den Gründer des Kollegs Friedrich Nietzsche. Verlag der Bauhaus Universität Weimar 2012, ISBN 978-3-86068-474-0.
- Zeilen und Tage. Notizen 2008–2011. Suhrkamp, Berlin 2012, ISBN 978-3-518-42342-4.[4]
- Ausgewählte Übertreibungen. Gespräche und Interviews 1993–2012. Suhrkamp, Berlin 2013, ISBN 978-3-518-42200-7.
- Im Schatten des Sinai. Fußnote über Ursprünge und Wandlungen totaler Mitgliedschaft. Suhrkamp, Berlin 2013 (es 2672), ISBN 978-3-518-12672-1.
- Reflexionen eines nicht mehr Unpolitischen. Dankrede von Peter Sloterdijk zur Entgegennahme des Ludwig-Börne-Preises 2013. Laudatio: Hans Ulrich Gumbrecht: Wachheit. Von Ludwig Börne zu Peter Sloterdijk. Suhrkamp, Berlin 2013 (es), ISBN 978-3-518-06070-4.
- mit Thomas Macho: Gespräche über Gott, Geist und Geld. Herder, Freiburg im Breisgau 2014, ISBN 978-3-451-30928-1.
- Die schrecklichen Kinder der Neuzeit. Über das anti-genealogische Experiment der Moderne. Suhrkamp, Berlin 2014, ISBN 978-3-518-42435-3.
- Was geschah im 20. Jahrhundert? Unterwegs zu einer Kritik der extremistischen Vernunft. Suhrkamp, Berlin 2016, ISBN 978-3-518-42507-7.
- Das Schelling-Projekt. Ein Bericht. Suhrkamp, Berlin 2016, ISBN 978-3-518-42524-4.
- Nach Gott: Glaubens- und Unglaubensversuche. Suhrkamp, Berlin 2017, ISBN 978-3-518-42632-6 bzw. ISBN 3-518-42632-X.
- Neue Zeilen und Tage. Notizen 2011-2013. Suhrkamp, Berlin 2018, ISBN 978-3-518-42844-3.
- Polyloquien. Ein Brevier. Hrsg. v. Raimund Fellinger, Suhrkamp, Berlin 2018, ISBN 978-3-518-42775-0.[5]
- Den Himmel zum Sprechen bringen: Elemente der Theopoesie. Suhrkamp, Berlin 2020, ISBN 978-3-518-42933-4.

## Presència televisiva
Des del 2002 apareix a la televisió amb Rüdiger Safranski cada dos mesos, amb un debat programat sobre qüestions filosòfiques i d'ètica, Philosophisches Quartett ("Quartet Filosòfic") a la cadena pública ZDF. Juntament amb altres filòsofs com Slavoj Žižek, Antonio Negri o Nina Power, Sloterdijk ha aparegut al documental alemany Marx Reloaded, produït per la cadena televisiva francoalemanya Arte sobre l'actualitat de la filosofia marxista.